# Rodrigue Barbe
Rodrigue Barbe, né le 28 juillet 1975 au Centrafrique est spécialiste dans l'analyse du théâtre africain.
Il a étudié à l’université de Yaoundé, au Cameroun, après avoir été au Lycée de Bimbo (au Centrafrique).
Il a présenté plusieurs communications dont deux dans des colloques internationaux: en février 2010 à l’Université du Québec à Trois-Rivières et à l’Université du 08 mai 1945 de Guelma en Algérie en novembre 2012.
Il a participé à une conférence à Abidjan sur la « Comédie dans le théâtre centrafricain: combat pour la survie d’un art ou moyen de subsistance ». Il s'agit d'une rencontre dans le cadre du MASA (marché des arts et spectacles africains) qui s'est tenue au Centre Culturel Français d’Abidjan du 6 au 7 mars 2014.
Il a soutenu sa thèse le 23 mai 2014. Le titre de sa recherche doctoral s’intitule « Le théâtre d’intervention en milieu urbain en Centrafrique : rapports aux réalités quotidiennes et aux valeurs culturelles locales », sous la direction du Professeur Liviu Dospinescu,.
Le 23 février 2015, il a fait une conférence au sein de l’université Laval, au Québec sur le théâtre Africain.

## Œuvres
- « Festivals et développement du théâtre en Afrique : le cas des rencontres théâtrales internationales du Cameroun (RETIC) » (2006, 120 p.)
- D.E.A.: « Les spectacles des festivals du théâtre au Cameroun. » (2007, 126 p.) à l’Université de Yaoundé, au Cameroun.
- « Éthique et esthétique dans la littérature pour la jeunesse », édition Tangence dans lequel il parle de « La littérature orale en Centrafrique et les nouvelles formes d'écritures » (p. 151 à 160).
- "Omba Ruth" (dramaturgie) - 2011.
- "Akou, le perroquet bantou" (dramaturgie) - 2016.
- "Tèrè au pouvoir" (dramaturgie) - 2018.